# Сухоруков, Анатолий Иванович
Анатолий Иванович Сухоруков (23 сентября 1941, Москва — 27 сентября 2016, Москва) — советский и российский художник, иллюстратор, искусствовед, реставратор, архитектор и журналист.

## Биография
Родился 23 сентября 1941 года.
С 1957 по 1962 год учился в Московском академическом художественном училище памяти 1905 года, которое успешно окончил. Выставлялся на первой Всесоюзной выставке акварели 1965 года.
Работал искусствоведом, дизайнером, архитектором, журналистом, реставратором, расписывал храмы. Был искусствоведом «Дирекции выставок художественного фонда СССР», много ездил по европейской части страны, читал лекции и организовывал выставки современных художников. В 1967 году выступил художником-постановщиком на Центральном телевидении СССР, был главным художником открытия ТТЦ Останкино. Художественно оформлял программы популярных телепередач: «Клуб весёлых и находчивых», «Алло, мы ищем таланты!» и другие, публиковался в журналах «Крокодил», «Смена», газетах «Известия» и «Неделя».
В 1969 году, сотрудником Центрального телевидения СССР, вместе со съемочной группой был командирован в Карелию с целью записать «рунопевцев» — исполнителей карело-финского народного эпоса «Калевала».
Эта командировка дала Сухорукову яркий, незабываемый, творческий материал, помимо портретов и пейзажей, он создал иллюстрации к эпосу «Калевала». Любовь к Карелии сопровождала художника и в дальнейшем и карельские мотивы появлялись в его работах.
Около двадцати лет Сухоруков занимался иллюстрированием сказок: «Сказки» А. С. Пушкина (1996), «Конёк-горбунок» П. П. Ершова (2002). Оформил много книг по фантастике (среди них В. А. Бахревский «Легенды родного края» (2015)).
Автор публикации о русских художниках Иване Билибине и Георгии Нарбуте.
Работал в жанре плаката, обращался к теме охраны природы. Создал ряд плакатов: «Походное снаряжение туриста» (1974), «23 февраля — День советской армии и морского флота СССР» (1960-е), «Охраняйте зверей и птиц» (1976), «Пушнину — государству!» (1976).
Тиражные плакаты А. И. Сухорукова находятся в собрании Вологодского государственного музея-заповедника, Выборгского объединённого музея-заповедника, Кемеровского областного краеведческого музея, Национального музея Удмуртской Республики имени Кузебая Герда, Ставропольского государственного историко-культурного и природно-ландшафтного музея-заповедника им. Г. Н. Прозрителева и Г. К. Праве, Тульского областного краеведческого музея, КГИАМЗ им. Е. Д. Фелицына.

Могила на Переделкинском кладбище

Похоронен на Переделкинском кладбище.

## Личная жизнь
Жена — Евгения Георгиевна Левицкая

## Память
Проводятся выставки работ А. Сухорукова